# Cobitis hellenica
Cobitis hellenica é uma espécie de peixe actinopterígeo da família Cobitidae.
Apenas pode ser encontrada na Grécia.
O seu habitat natural é: rios.
Esta espécie está ameaçada por perda de habitat.